# 豊田長康
豊田長康（とよだ ながやす、1950年-　）は、日本の医学者。鈴鹿医療科学大学学長。医学博士（三重大学）。専門は、産科学。

## 経歴
三重大学教育学部附属小学校・中学校、灘高等学校を経て1976年大阪大学医学部を卒業する。その後、大阪大学医学部附属病院医師。三重大学医学部附属病院医師。三重大学医学部助手などを経て、1984年3月に三重大学で「正常および糖代謝異常妊婦における赤血球インスリン受容体の解析」にて医学博士受く。1989年三重大学医学部附属病院専任講師。1991年三重大学医学部産科婦人科学研究室教授。2004年三重大学学長に就く。2009年三重大学退職、同名誉教授。鈴鹿医療科学大学副学長。同特任教授。2010年独立行政法人国立大学財務・経営センター理事長。2013年より鈴鹿医療科学大学学長。

## 著書

### 単著
- 『妊婦と糖尿病　診療スタンダード』　金芳堂　2002
- 『科学立国の危機 : 失速する日本の研究力』　東洋経済新報社　2019

### 共編著
- 『偶発的合併症妊婦　病態の理解と最新データに基づいた管理指針』　メジカルビュー社　2000
- 『女性の糖尿病診療ガイダンス』メジカルビュー社　2004
- 『コア・ローテイション産婦人科』　金芳堂　2004初版/2007改訂版
- 『Handbook臨床産婦人科』　金芳堂　2010